# امیل روتسکوف
امیل روتسکوف (سیریلیک صربی: Емил Роцков؛ زادهٔ ۲۷ ژانویهٔ ۱۹۹۵) بازیکن فوتبال اهل صربستان است.
وی همچنین در تیم ملی فوتبال صربستان بازی کرده‌است.